# Aydilge Sarp

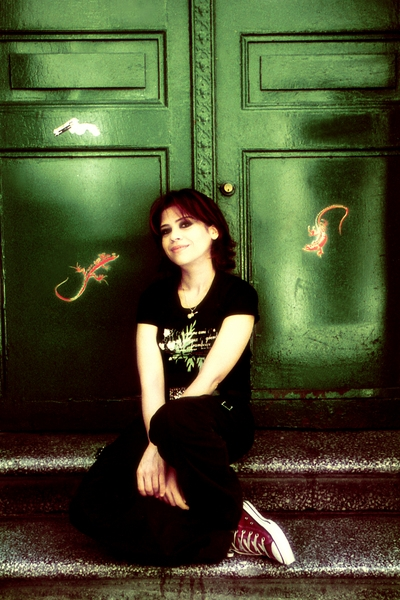
Aydilge

Aydilge Sarp (* 25. Juni 1979 in Kütahya, Türkei) ist eine türkische Musikerin, Schriftstellerin und Schauspielerin.

## Diskografie

### Alben
- 2006: Küçük Şarkı Evreni
- 2009: Sobe
- 2011: Kilit
- 2013: Yalnızlıkla Yaptım
- 2018: Kendi Yoluma Gidiyorum

### Livealben
- 2017: Evden Canlı Canlı
- 2020: Evden Canlı Canlı, Vol. 2

### Singles (Auswahl)
- 2011: Takıntı
- 2013: Sorma
- 2013: Yine Ben Aşık Oldum
- 2013: Aşk Paylaşılmaz
- 2014: Aşka Gel
- 2015: Kiralık Aşk (Sen misin İlacım?)
- 2015: Yangın Var
- 2018: Yo Yo Yo (Original: Litsa Giagkousi – Po Po Po)
- 2019: Aşk Yüzünden (mit Halil Sezai)
- 2019: Bir Ayda Unutursun (mit Sehabe)
- 2019: Hayat Şaşırtır!
- 2020: Bir Kedim Var
- 2021: Parmak İzlerin (mit Birol Namoğlu)
- 2024: İçime Düştü Ateş (mit Anıl Piyancı)

## Schriften (Auswahl)
- Kalemimin Ucundaki Düşler (1998)
- Bulimia Sokağı (2002)
- Altın Aşk Vuruşu (2004)
- Aşk Notası (2011)